# Jozef Kunkela
Jozef Kunkela (* 5. července 1957) byl slovenský a československý politik Komunistické strany Slovenska, poslanec Sněmovny národů Federálního shromáždění na konci normalizace.

## Biografie
V červnu 1989 nastoupil za KSS do slovenské části Sněmovny národů (volební obvod č. 92 - Nitra, Západoslovenský kraj). Byl zvolen v doplňovacích volbách do FS, které probíhaly v několika uvolněných obvodech v dubnu 1989 a to poprvé během komunistické vlády v systému, kdy o jedno poslanecké křeslo soutěžilo v některých obvodech vícero kandidátů. Šlo o projev mírných politických změn, které přinesla perestrojka. Jozef Kunkela ovšem ve svém obvodu kandidoval jako jediný kandidát. Profesně se uvádí jako nástrojář z Elektrotechnických strojíren Nitra. Ve Federálním shromáždění setrval do konce funkčního období, tedy do svobodných voleb roku 1990. Netýkal se ho proces kooptací do Federálního shromáždění po sametové revoluci.